# Каретниковский
Каретниковский — упразднённый посёлок, существовавший на территории Дмитровского района Орловской области. Входил в состав Столбищенского сельсовета.

## География
Располагался в 14 км к северо-востоку от Дмитровска по правую сторону дороги из села Столбище к нынешней трассе Дмитровск—Кромы. К югу от посёлка находилось урочище Клягинский Лес.

## Этимология
Получил название по фамилии первых жителей Каретниковых — переселенцев из соседнего села Столбище.

## История
В 1926 году в посёлке было 10 дворов, проживал 71 человек (35 мужского пола и 36 женского). В то время Каретниковский входил в состав Столбищенского сельсовета Лубянской волости Дмитровского уезда. С 1928 года в составе Дмитровского района. В 1937 году в посёлке оставалось 4 двора. По всей видимости, жители посёлка сильно пострадали от раскулачивания и коллективизации. Во время Великой Отечественной войны, с октября 1941 года по август 1943 года, находился в зоне немецко-фашистской оккупации. Упразднён до 1965 года.

## Население
| 71 |